# Wilkes 160 1958
Wilkes 160 1958 var ett stockcarlopp ingående i Nascar Grand National Series (nuvarande Nascar Cup Series) som kördes 19 oktober 1958 på den 0,625 mile (1005,84 meter) långa ovalbanan North Wilkesboro Speedway i North Wilkesboro, North Carolina. Totalt avverkades 100 miles (160,934 km) fördelat på 160 varv. Banunderlaget var asfalt. Loppet vanns av Junior Johnson i en Ford på tiden 1:10.40 körande för Paul Spaulding. Johnsons snitthastighet var 84,906 mph. Han var vid målgång ensam förare på ledarvarvet, ett varv före tvåan Glen Wood. Prispotten uppgick till 3 885 dollar, varav 800 dollar gick till segraren.

## Resultat
| Plc     | Nr   | Förare           | Team/ bilägare       | Konstruktör | Start | Varv | Ledda varv |
| ------- | ---- | ---------------- | -------------------- | ----------- | ----- | ---- | ---------- |
| 1       | 11   | Junior Johnson   | Paul Spaulding       | Ford        | 2     | 160  | i.u.       |
| 2       | 21   | Glen Wood        | Wood Brothers Racing | Ford        | 1     | 159  | i.u.       |
| 3       | 46   | Speedy Thompson  | Speedy Thompson      | Chevrolet   | 4     | 158  | i.u.       |
| 4       | 3    | Cotton Owens     | Jim Stephens         | Pontiac     | 3     | 158  | i.u.       |
| 5       | 86   | Jack Smith       | Buck Baker Racing    | Chevrolet   | 11    | 155  | i.u.       |
| 6       | 55   | Jimmy Massey     | A.L. Bumgarner       | Pontiac     | 5     | 154  | i.u.       |
| 7       | 14A  | Wilbur Rakestraw | i.u.                 | Chevrolet   | 14    | 154  | i.u.       |
| 8       | 32   | Brownie King     | Jess Potter          | Chevrolet   | 16    | 154  | i.u.       |
| 9       | 42   | Lee Petty        | Petty Enterprises    | Oldsmobile  | 7     | 150  | i.u.       |
| 10      | 87   | Buck Baker       | Buck Baker Racing    | Chevrolet   | 8     | 150  | i.u.       |
| 11      | 50   | Gober Sosebee    | Sosebee Racing       | Chevrolet   | 13    | 150  | i.u.       |
| 12      | 14   | Larry Frank      | Manley Britt         | Mercury     | 12    | 147  | i.u.       |
| 13      | 17   | Fred Harb        | Fred Harb            | Mercury     | 18    | 144  | i.u.       |
| 14      | 36   | Tiny Lund        | Tootle Estes         | Ford        | 6     | 141  | i.u.       |
| 15      | i.u. | Bunk Moore       | Richard Riley        | Chevrolet   | 22    | 141  | i.u.       |
| 16      | 19   | Herman Beam      | Herman Beam          | Chevrolet   | 17    | 140  | i.u.       |
| 17      | 94   | Clarence DeZalia | Clarence DeZalia     | Ford        | 19    | 136  | i.u.       |
| 18      | 74   | L.D. Austin      | L.D. Austin          | Chevrolet   | 21    | 132  | i.u.       |
| 19      | 711  | Bill Poor        | Bill Poor            | Chevrolet   | 20    | 131  | i.u.       |
| 20      | 96   | Bobby Keck       | Bobby Keck           | Chevrolet   | 18    | 112  | i.u.       |
| 21      | 63   | R.L. Combs       | R.L. Combs           | Ford        | 23    | 79   | i.u.       |
| 22      | 202  | Johnny Gardner   | Johnny Gardner       | Ford        | 24    | 67   | i.u.       |
| 23      | 2    | Richard Petty    | Petty Enterprises    | Oldsmobile  | 10    | 35   | i.u.       |
| 24      | 97   | Barney Shore     | Barney Shore         | Chevrolet   | 9     | 26   | i.u.       |
| Källor: |      |                  |                      |             |       |      |            |